# Hemicentetes semispinosus
Hemicentetes semispinosus là một loài động vật có vú trong họ Tenrecidae, bộ Afrosoricida. Loài này được G. Cuvier mô tả năm 1798.
Loài này được tìm thấy trong rừng mưa nhiệt đới vùng thấp, ở phía bắc và phía đông của Madagascar. Chúng có thể được tìm thấy trên đất liền, lội trong vùng nước nông hoặc đào dưới lòng đất.
Kích thước cơ thể trung bình của H. semispinosus là chiều dài 140 mm tuy nhiên cá thể trưởng thành đã được ghi nhận tăng lên tối đa là 172 mm. Trọng lượng cơ thể cho người trưởng thành của loài này có thể dao động từ 125-280 g.

## Hình ảnh

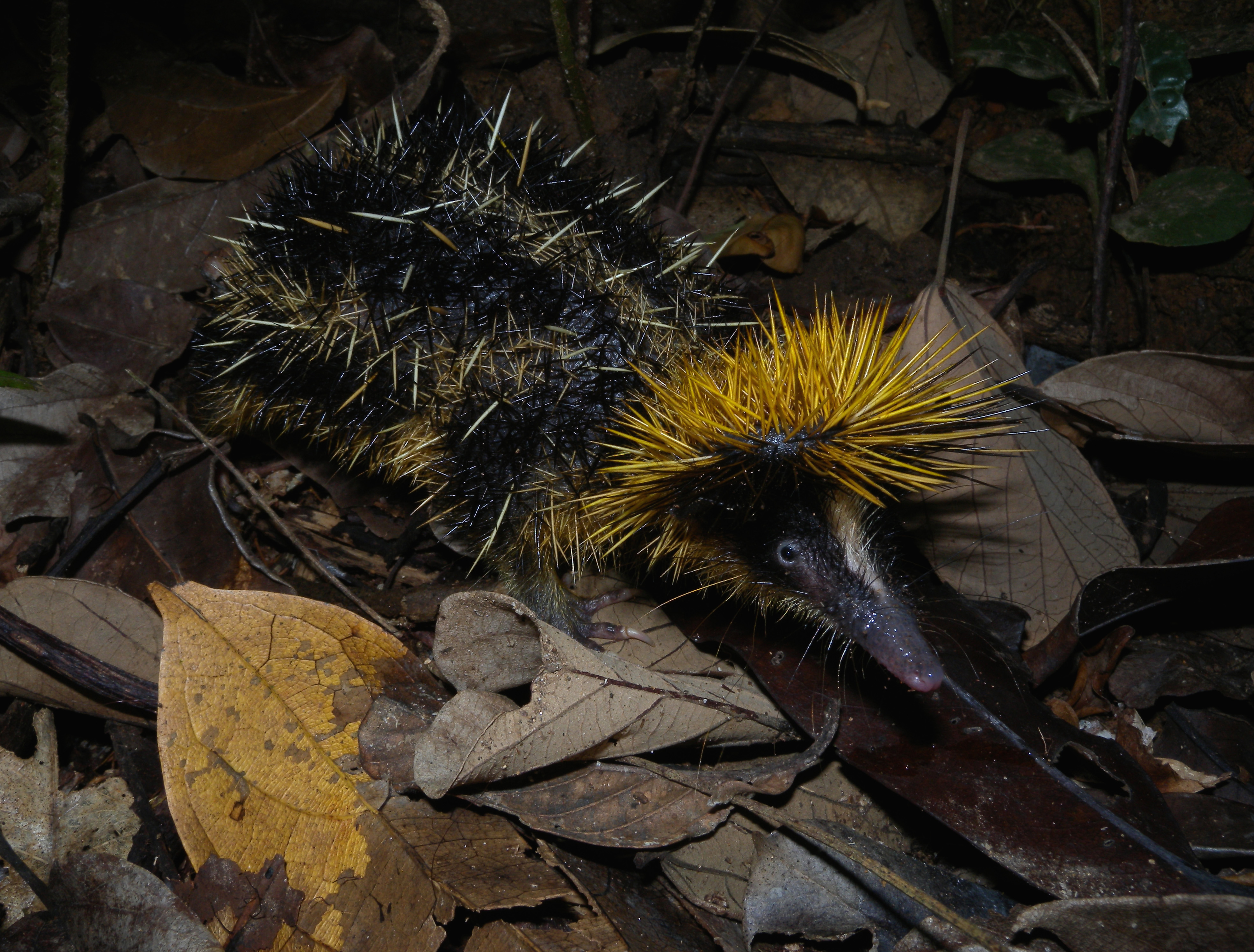
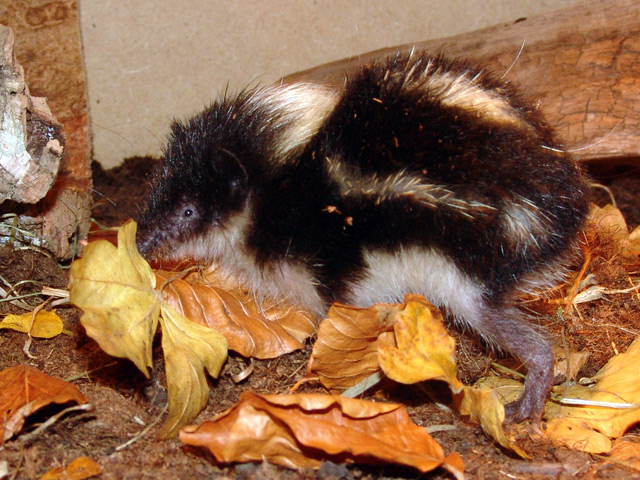
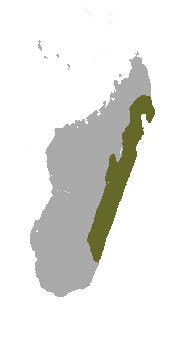
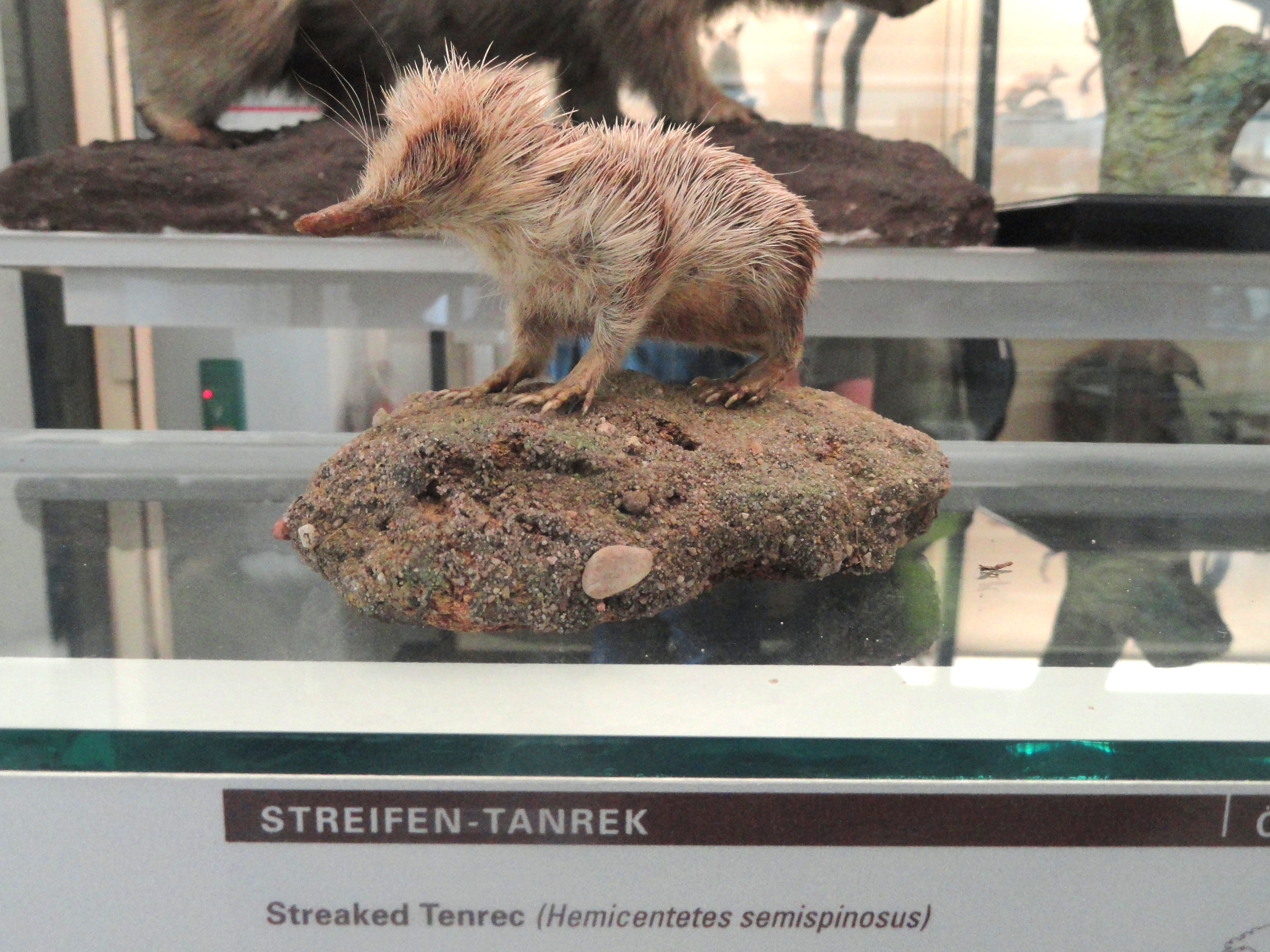